# Plan Pampus

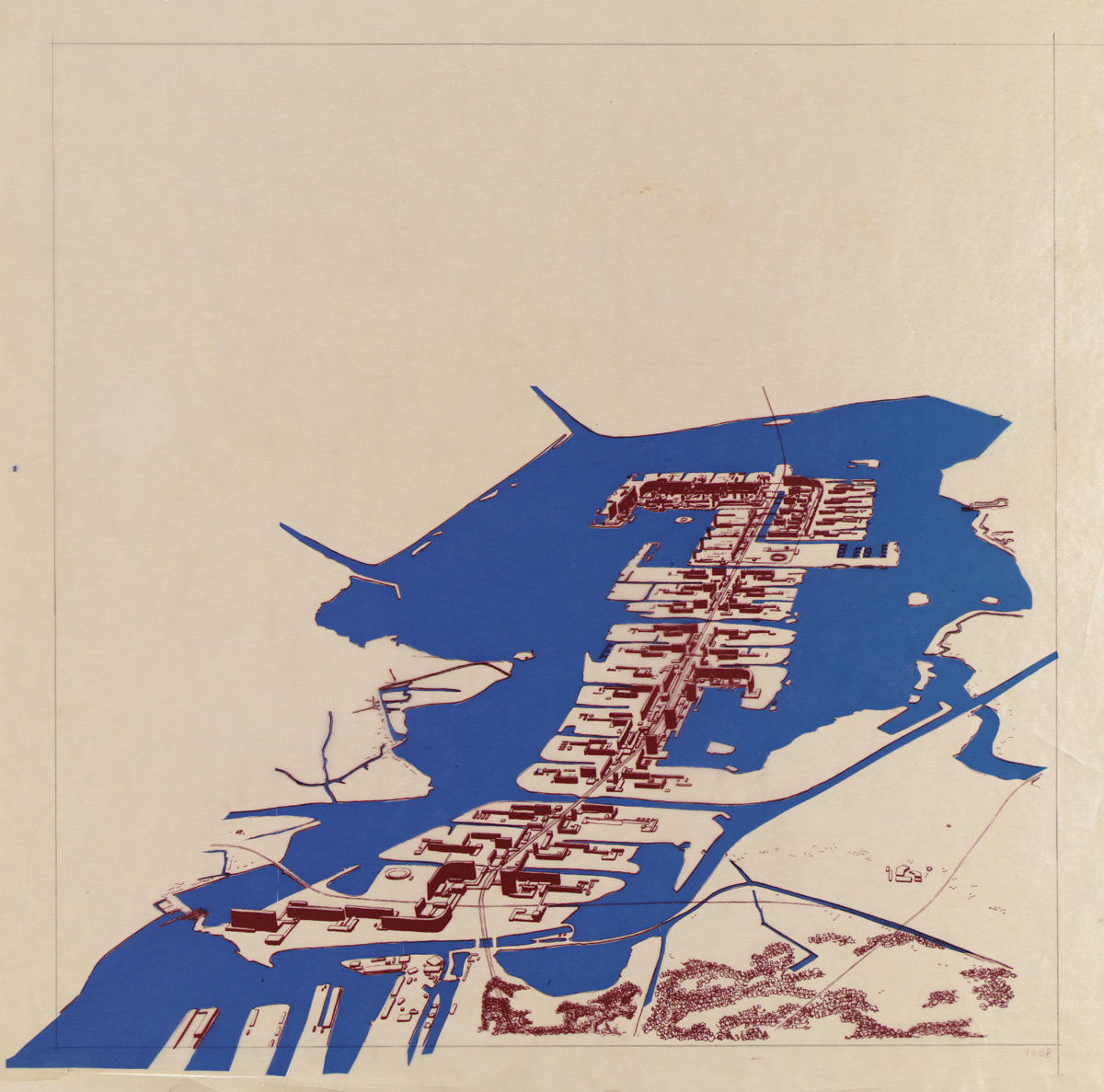
Uitbreidingsplan Pampus in vogelvlucht. Dit is gezien naar het oosten; het land linksboven is de ingepolderde Markerwaard

Het Plan Pampus is de naam van een door het architectenbureau van Jaap Bakema in 1964-1965 gemaakt voorstel voor een stadsuitbreiding van Amsterdam. Het plan voorzag in een langgerekte eilandengroep die oostelijk van de stad in het IJmeer gebouwd had moeten worden en zich tot voorbij het eiland Pampus had moeten uitstrekken. In zekere zin kan het plan gezien worden als een voorloper van IJburg, maar waar dit stadsdeel slechts 24.000 bewoners herbergt, voorzag het plan Pampus een huisvesting van 350.000 mensen.

## Achtergrond
In de jaren na de Tweede Wereldoorlog werd de wederopbouw al snel ter hand genomen als een oefening in soberheid. In de jaren zestig werd duidelijk dat met de toegenomen welvaart de stedelijke planning zich ook kon richten op een welvarender natie. Tegelijk was de gedachte dat mensen liever buiten de oude binnensteden wilden wonen. Dit werd mogelijk door de snelle groei van het autobezit. 
Het idee was dat steden als Amsterdam, vergelijkbaar met de Amerikaanse steden, de vorm aan zou nemen van een Central Business District, waar de stad een plaats zou worden om te werken, en de bewoners in het groen zouden gaan wonen. Plannen zoals het Plan Jokinen voorzagen in het autovriendelijk maken van de stad, en de sloop van de oude woonwijken ten gunste van moderne kantoorwijken. Tegelijkertijd werd er beoogd nieuwe woongebieden aan te leggen in de nieuwe IJsselmeerpolders, de planning van Lelystad stamt onder meer uit deze tijd.

## Plan Pampus

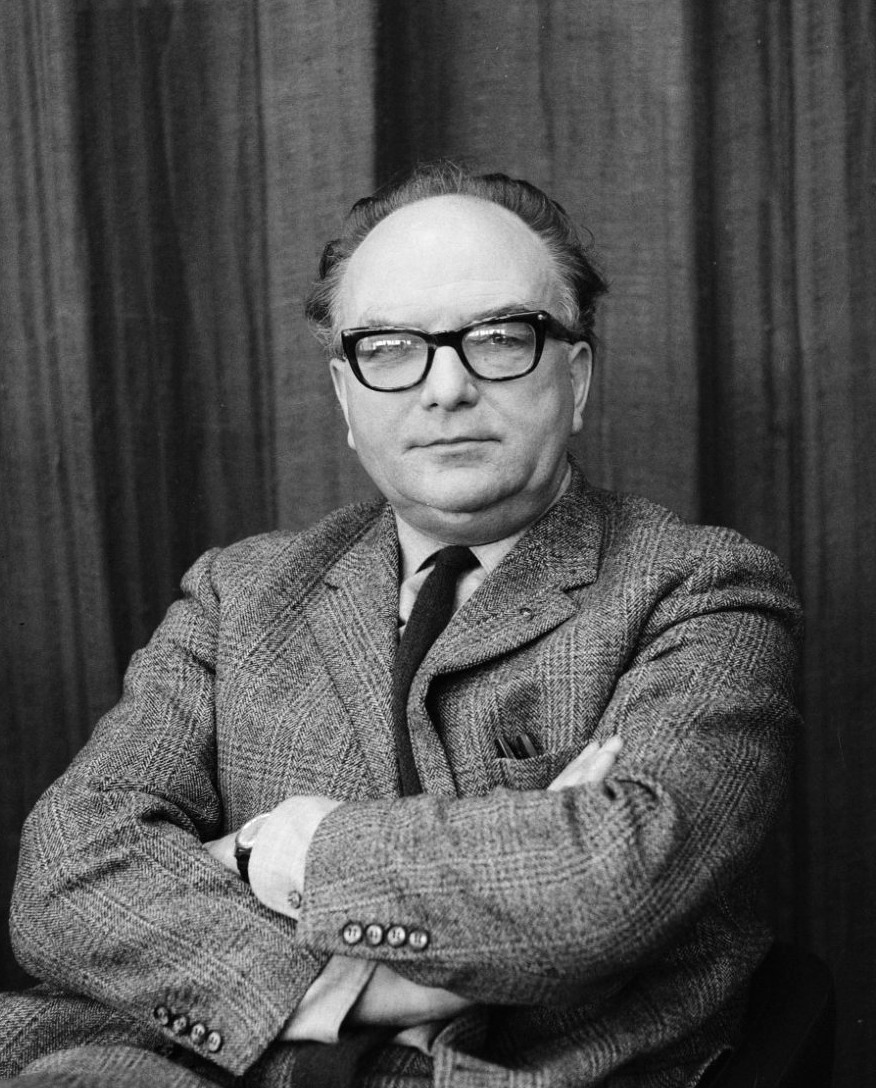
Jaap Bakema

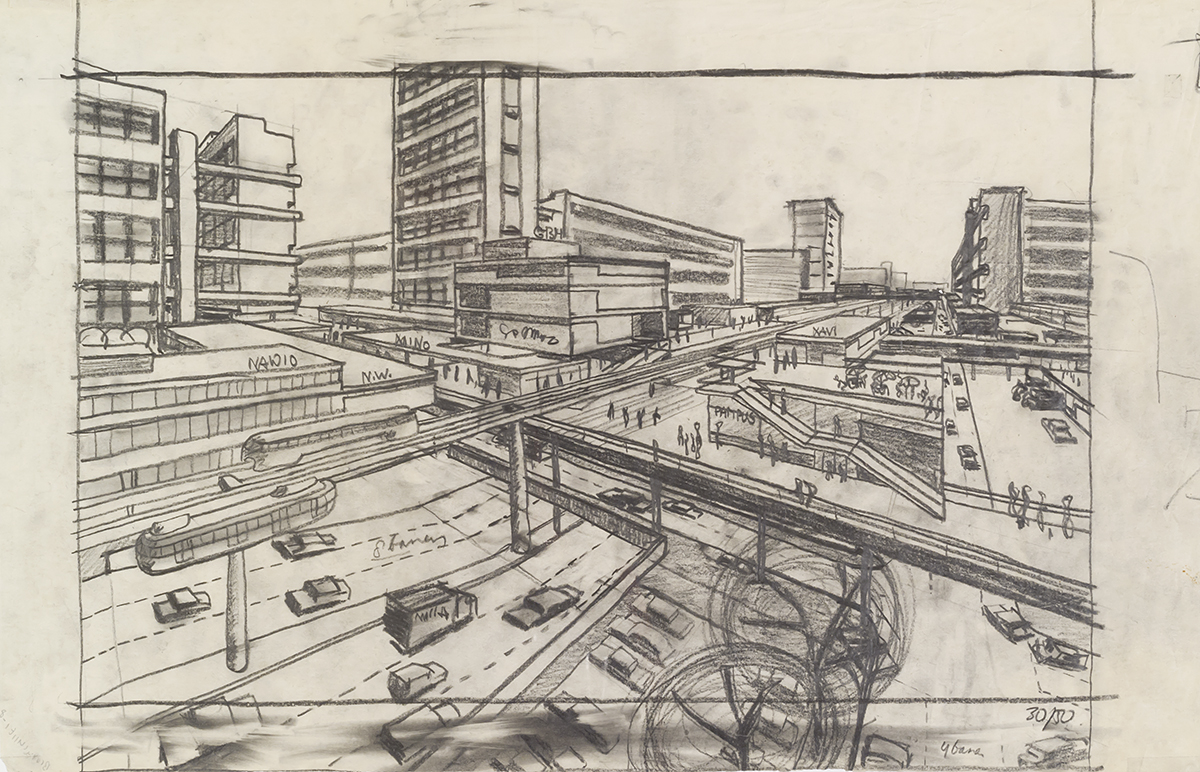
Bouwtekening van het Pampusplan

Jaap Bakema was vanaf de late jaren veertig betrokken met de stedelijke vernieuwing. Het plan dat hij in 1965 bedacht, had als doel een nieuwe welvarende bevolking onder te brengen in een gebied dat, alhoewel niet ver van de stad gelegen, in de natuur zou liggen. Het idee was een langgerekte reeks eilanden, met de oude stad verbonden door een veertienbaans autosnelweg en een monorail in het IJmeer te leggen. Dit zou overigens in de plannen een kleiner waterplasje zijn dan vandaag, op de bouwtekeningen zijn de contouren van de nooit aangelegde Markerwaard te ontwaren. De bebouwing zou bestaan uit hoge woontorens om een zeer hoge woondichtheid te bereiken; door de oriëntering op het water en de omgeving zou de bebouwing toch niet als te versteend ervaren worden, in lijn met Le Corbusiers gedachten over de toren in het park als beste woonvorm.

## Afloop
Het plan werd in de jaren zestig uiteindelijk niet als zodanig uitgevoerd. Ten eerste behoorden het oostelijke gedeelte van het IJmeer en Pampus niet tot Amsterdam maar tot Muiden en zouden eerst moeten worden geannexeerd, maar belangrijker was dat men inmiddels na lang onderhandelen in 1966 het westelijk gedeelte van Weesperkarspel in handen gekregen had en koos men ervoor om de Bijlmermeer te bebouwen als nieuwe stadswijk dat veel goedkoper zou zijn dan de aanleg van eilanden in het IJmeer. Daarnaast bedacht men in de jaren zeventig dat woontorens het ook niet helemaal waren, mensen wilden een huis met een tuintje, hetgeen resulteerde in de suburbane opzet van Almere. Ook de inpoldering van de Markerwaard werd onder invloed van de milieubeweging niet uitgevoerd. 
In de jaren negentig heeft Amsterdam een soort light-variant van het plan ontwikkeld in de vorm van IJburg. Dit ligt op een vergelijkbare plaats maar is veel minder dicht; waar het plan Pampus zich tot voorbij Pampus uit zou strekken en 350.000 inwoners had moeten tellen, wonen er anno 2020 in IJburg 24.000 bewoners. De ontwikkeling van Zeeburg keert echter weer terug naar de torenbebouwing, de 40 bouwlagen waar Bakema mee rekende zijn ook voorzien voor een aantal torens op de punt van het eiland.